# Lucien Gélas
Lucien Gélas, né Raymond Adrien Lucien Gélas le 12 janvier 1873 à Menton, Alpes-Maritimes, et mort le 5 juin 1944, était luthier, guitariste classique, et pédagogue.
Il a composé des œuvres pour guitare seule et pour voix et guitare sur ses propres textes. Gélas possédait l’œuvre complète historique de Sor éditée par Meissonnier (Paris 1820-36) et Pacini (1830–36). Ces ouvrages font aujourd’hui partie de la Spencer Collection à la Royal Academy of Music.

## Guitare Gélas (guitare à double table)
Gélas est connu pour avoir inventé et fait breveter une conception de guitare utilisant une double table d’harmonie : on l’appelle souvent guitare Gélas ou guitare à double table (ou à double résonance) ; ce type de guitare était courant pendant la première moitié du XXe siècle.

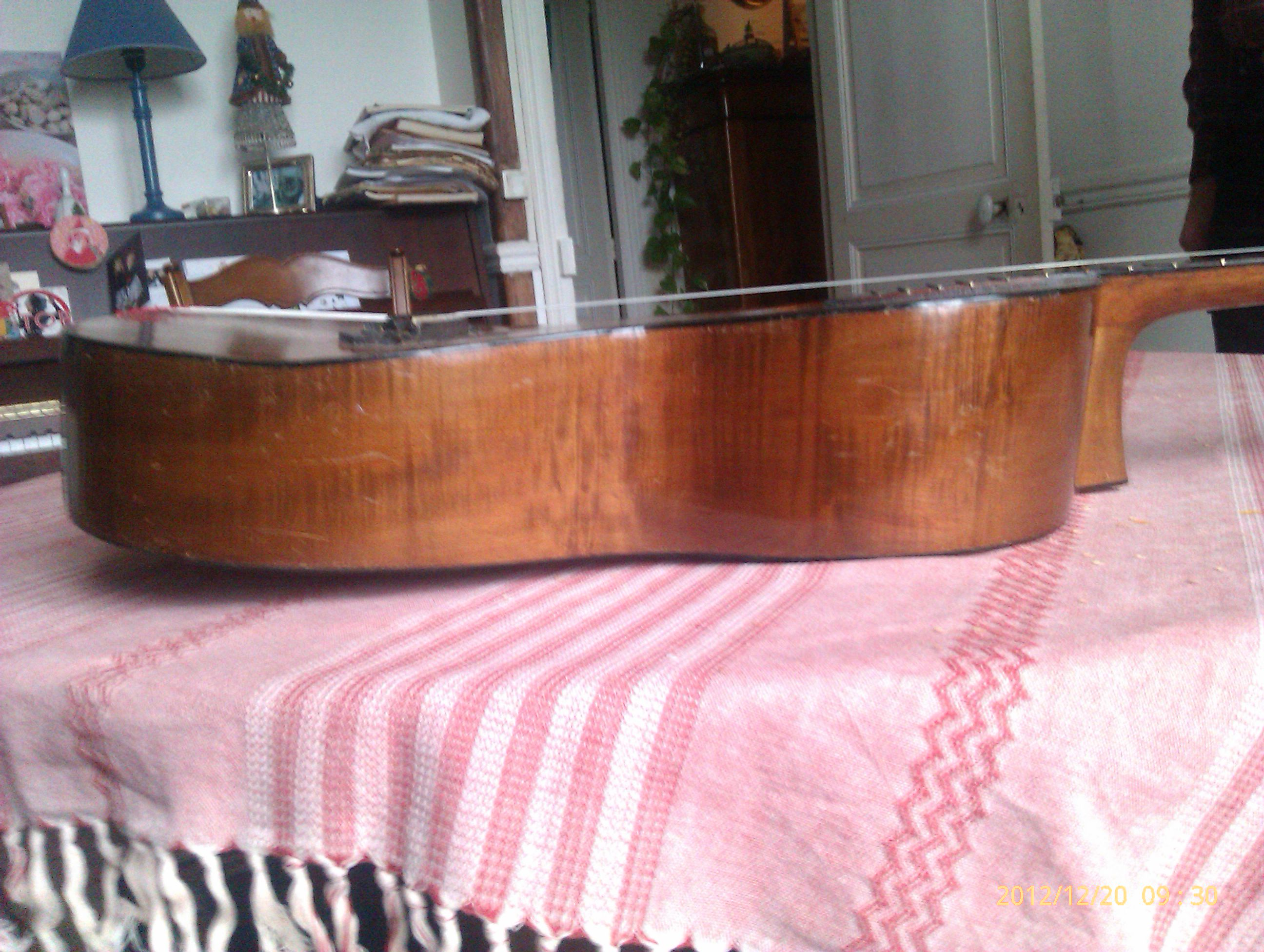
Guitare Gélas de 1938

Gélas fut lauréat de la médaille d’or à l’exposition de Bordeaux en 1907 et de la médaille d’or à l’exposition de Bruxelles en 1910 pour ses instruments à double table,.
Entre les deux tables de ces instruments se trouve un espace de résonance; par ailleurs, la table inférieure n’est pas parallèle à la table extérieure, de sorte que le profil de l’instrument présente un angle particulier. De plus, les cordes traversent le chevalet (qui est collé sur la table inférieure) et s’attachent sur l’éclisse inférieure de la guitare, de telle sorte que la partie pincée de la corde, située devant le chevalet, forme un angle par rapport à la partie de la corde qui est derrière le chevalet. Ceci s’explique par le fait que la partie pincée de la corde forme un angle par rapport à la table inférieure (sur une guitare conventionnelle elle est à peu près parallèle à la table) ; il en résulte une augmentation de la tension de la table inférieure, qui n'est en outre pas en contact avec la touche, et est donc plus "libre", ce qui favorise sa mise en vibration .
Le brevet fut déposé d’abord à Paris en 1905 ; le texte du brevet est téléchargeable en français et en anglais.
Ces guitares ont été jouées par de nombreux artistes de renom, en particulier pendant la première moitié du XXe siècle. Heinrich Albert (1870-1950) s’était procuré une guitare Gélas (de chez Gaudet à Paris) et attribue la réussite de ses concerts en large mesure à cette guitare, faisant l’éloge de la portée de sa sonorité, la sensibilité de son toucher et la couleur de son timbre. Parmi les autres musiciens qui ont joué sur des guitares Gélas on peut noter Luise Walker (1910-1998) et Bruno Henze (1900-1978).
Gélas a produit les instruments avec l’aide de luthiers de guitare (suivant son brevet) : d’abord Théodore Gaudet et plus tard Jean Roviès, Beuscher, Richard Jacob et d’autres. Parmi les instruments fabriqués figurent guitares classiques mais aussi mandolines, contrebasses de jazz et guitares hawaïennes.